# Elsendorf
Elsendorf er en kommune i Landkreis Kelheim i Regierungsbezirk Niederbayern i den tyske delstat Bayern. Den er en del af Verwaltungsgemeinschaft Mainburg.

## Geografi
Elsendorf ligger i Planungsregion Landshut i Hallertau i dalen til floden Abens.
I kommunen ligger ud over Elsendorf disse landsbyer og bebyggelser: Appersdorf, Horneck, Mitterstetten, Ratzenhofen, Allakofen, Margarethenthann, Haunsbach, Wolfshausen og Horneck.